# 波莫瑞地區卡緬

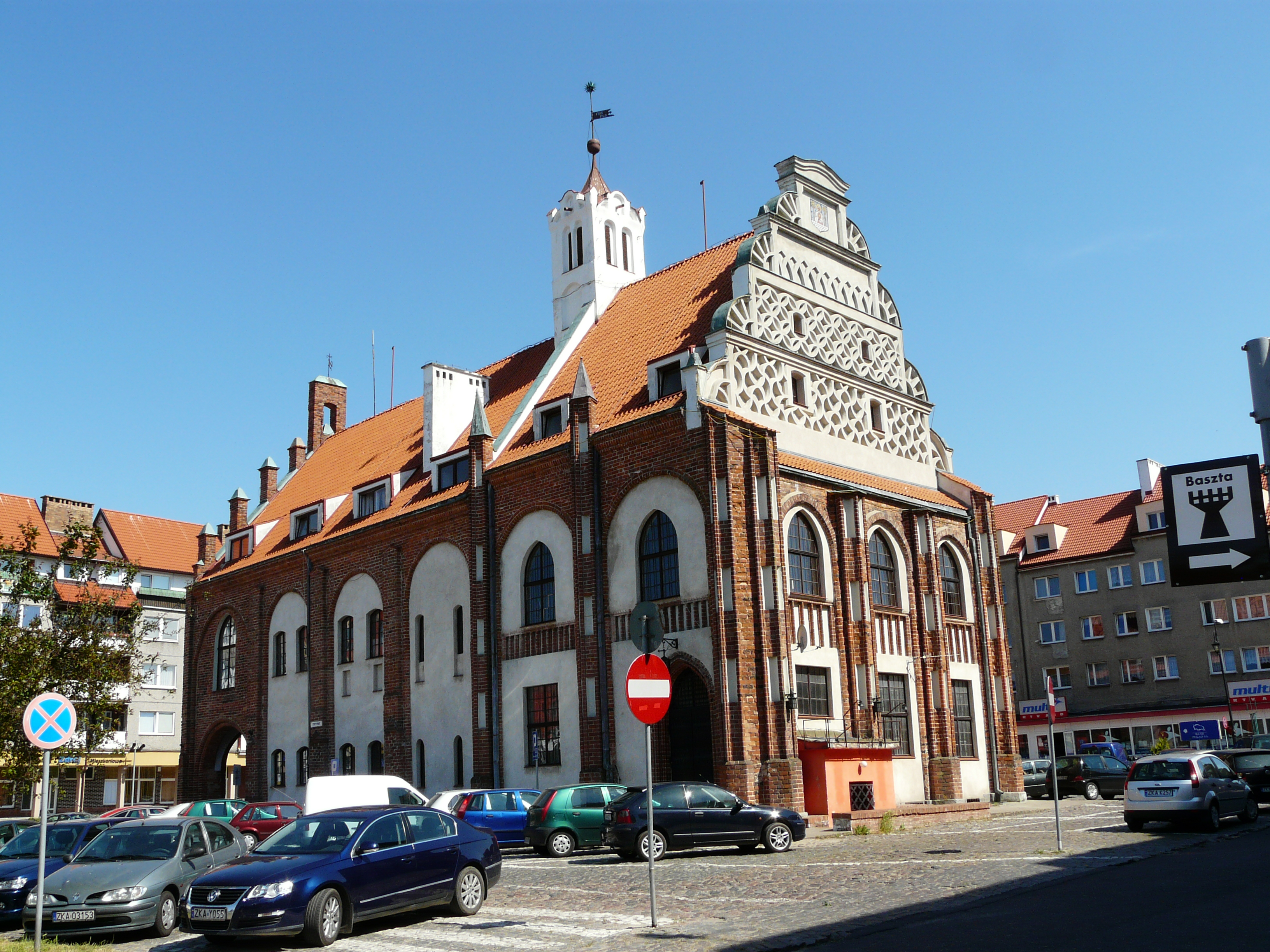

波莫瑞地區卡緬（波蘭語：Kamień Pomorski）是波蘭的城鎮，位於該國西北部，由西波美拉尼亞省負責管轄，距離斯塞新約70公里，面積10.75平方公里，海拔高度10米，2008年人口9,129。

## 外部連結
- 官方网站 （波兰語）
- Map via mapa.szukacz.pl （页面存档备份，存于） （波兰語）

53°58′N 14°46′E / 53.967°N 14.767°E